# Oryza barthii
Espèce
Oryza barthii, le riz sauvage d'Afrique, est une espèce de plantes monocotylédones de la famille des Poaceae, sous-famille des Oryzoideae, originaire d'Afrique. 
Ce sont des plantes herbacées annuelles, aquatiques, aux tiges (chaumes) géniculées ascendantes ou décombantes, pouvant atteindre 60 à 120 cm de long, aux inflorescences en panicules.
Cette espèce sauvage, proche parente du riz africain (Oryza glaberrima), est considérée comme l'ancêtre de ce dernier.
C'est une mauvaise herbe  des rizières d'Afrique occidentale, notamment au Mali, mais également au Ghana, en Côte d'Ivoire, Sierra Leone, Nigeria, Niger et au Tchad.

## Synonymes
Selon Catalogue of Life (22 avril 2017) :
- Oryza breviligulata A.Chev. & Roehr., nom. superfl.
- Oryza glaberrima subsp. barthii (A.Chev.) De Wet
- Oryza mezii Prodoehl
- Oryza perennis subsp. barthii (A.Chev.) A.Chev.
- Oryza silvestris var. barthii A.Chev., pro syn.
- Oryza stapfii Roshev.